# Chiastocheta lophota
Chiastocheta lophota är en tvåvingeart som beskrevs av Karl 1943. Chiastocheta lophota ingår i släktet Chiastocheta och familjen blomsterflugor.
Artens utbredningsområde är Österrike. Inga underarter finns listade i Catalogue of Life.